# Senecio hollandii
Senecio hollandii là một loài thực vật có hoa trong họ Cúc. Loài này được Compton miêu tả khoa học đầu tiên năm 1944.